# SIAO 2023
SIAO 2023 est la 16e édition du salon international de l'artisanat de Ouagadougou. Une édition placée sous le sceau de la résilience du fait de l'insécurité qui mine le Burkina Faso depuis 2016. 

## Organisation

### Déroulement
Il se déroule du 27 janvier au 5 février 2023 à Ouagadougou avec pour thème artisanat africain, levier de développement  et facteur de résilience des populations. Le pays invité d'honneur est la Côte d'Ivoire.

### Préparation
Le ministre du développement industriel, du commerce de l'artisanat et des petites et moyennes entreprises, Serge Poda est le président du comité d'organisation. 350 artisans de près de 21 pays sont attendus. À la date du 20 janvier, 550 stands ont déjà été loués. 
En ce qui concerne les acheteurs et les visiteurs, 15 intentions de participations venant d'Afrique, d'Asie, d'Europe et d'Amérique ont été enregistrées. Pour le ministre, des réhabilitations ont été réalisées au niveau des pavillons et des équipements complémentaires acquis en vue d'accueillir les visiteurs dans de bonnes conditions.

### Prix décernés
- Grand prix du président de la Transition : Burkina, Niger et Sénégal[3]
- Prix du Pôle des Régions : Burkina Faso
- Prix de la créativité du Ministère du Développement industriel, du commerce, de l’Artisanat, des petites et moyennes entreprises : Burkina Faso, Cameroun, Mali[4]
- Prix du métier et fil à tisser aux personnes déplacées internes
- Prix du meilleur motif de pagne Faso Dan Fani
- Meilleur transformateur des produits agro-alimentaires de l’édition : Sidonie Condombo
- Meilleur innovateur dans la production des articles artisanaux
- Meilleur artisan innovateur et le prix d’encouragement des régions impactées

## Note et référence
1. ↑  Sig-Burkina, « Tenue de la 16ème édition du SIAO : tout est fin prêt », sur SIG: Service d'Information du Gouvernement - Burkina Faso, 20 janvier 2023 (consulté le 22 janvier 2023)
2. ↑  Flora Toelo Karambiri, « SIAO 2023 : Les préparatifs vont bon train ! », sur Burkina24.com - Actualité du Burkina Faso 24h/24, 20 janvier 2023 (consulté le 22 janvier 2023)
3. ↑  Redaction Aconews.net, « SIAO 2023: les lauréats du prix de la créativité sont connus », sur Aconews, 4 février 2023 (consulté le 18 février 2023)
4. ↑  Nicolas BAZIE, « SIAO 2023 : plusieurs prix répartis dans 12 catégories décernés à des artisans méritants », sur Libre info, 6 février 2023 (consulté le 18 février 2023)